# Enric Masip
Enric Masip Borràs, né le 1er septembre 1969 à Barcelone, est un handballeur international espagnol. Demi-centre du FC Barcelone pendant 14 ans, il a activement pris part à l'âge d'or du club, ponctué notamment de six Ligues des Champions et de huit championnats d'Espagne. En son honneur, le numéro de maillot qu'il portait, le 5, a été retiré.

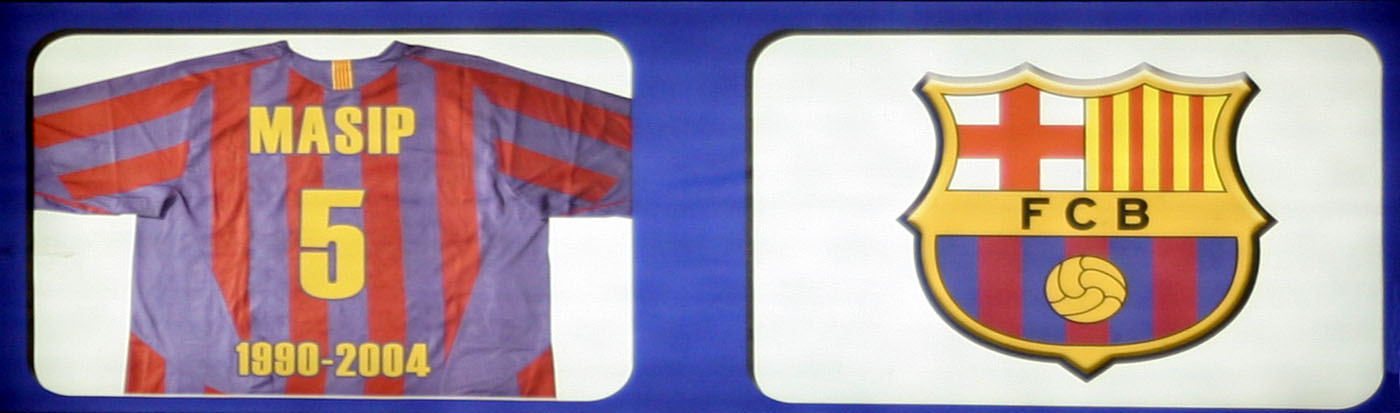
Le maillot retiré d'Enric Masip dans le Hall of Fame du Palau Blaugrana (Barcelone).

## Résultats

### En clubs
compétitions internationales
- Ligue des Champions (C1)
  - Vainqueur (6) : 1991, 1996, 1997, 1998, 1999, 2000
- Coupe des coupes (C2)
  - Vainqueur (2) : 1994, 1995
- Coupe de l'EHF (C3)
  - Vainqueur (1) : 2003
  - Finaliste en 2002
- Supercoupe d'Europe
  - Vainqueur (5) : 1996, 1997, 1998, 1999, 2003
  - Finaliste en 2000

compétitions nationales
- Championnat d'Espagne (8) : 1991, 1992, 1996, 1997, 1998, 1999, 2000, 2003
- Coupe du Roi (6) : 1993, 1994, 1997, 1998, 2000, 2004
- Coupe ASOBAL (5) : 1995, 1996, 2000, 2001, 2002
- Supercoupe d'Espagne (7) : 1991, 1993, 1996, 1997, 1999, 2000, 2003

### En équipe nationale
Jeux olympiques
- 5e place aux Jeux olympiques 1992 de Barcelone,  Espagne
- Médaille de bronze aux Jeux olympiques 2000 de Sydney,  Australie

Championnats d'Europe
- 5e place au Championnat d'Europe 1994,  Portugal
- Médaille d'argent au Championnat d'Europe 1996,  Espagne
- Médaille de bronze au Championnat d'Europe 2000,  Croatie

Championnats du monde
- 5e place au Championnat du monde 1990,  Tchécoslovaquie
- 5e place au Championnat du monde 1993,  Suède
- 8e place au Championnat du monde 1997,  Japon
- 5e place au Championnat du monde 2001,  France
- 4e place au Championnat du monde 2003[4],  Portugal

### Distinctions individuelles
- Meilleur demi-centre du Championnat du monde 2003[4]